# Xã Weesaw, Michigan
Xã Weesaw (tiếng Anh: Weesaw Township) là một xã thuộc quận Berrien, tiểu bang Michigan, Hoa Kỳ. Năm 2010, dân số của xã này là 1.936 người.